# Sire Records
Sire Records – amerykańska wytwórnia płytowa założona w roku 1966 przez Seymoura Steina i Richarda Gottehrera. Obecnie należy do grupy Warner Music Group.